# Göteborgs Stifts-Tidning
Göteborgs Stifts-Tidning är en kyrklig tidning, grundad 1789 med namnet Götheborgs Stifts-Tidningar. Sedan 2011 ägs och utges tidningen av Lutherstiftelsen i Göteborg.

## Historik
Den utkom ursprungligen en gång i månaden, var länge en veckotidning men har sedan januari 2010 utkommit mera sällan. Sedan 2017 har den utkommit med 9 nummer per år.
Fram till 1906 var den privatägda tidningen ett halv-officiellt organ för Göteborgs stift. Sedan 1907, då tidningen övertogs av ett aktiebolag, har den fungerat som företrädare för den västsvenska gammalkyrkligheten, en kristendomstyp som präglas av konfessionell lutherdom och av traditionen från Henric Schartau och den väckelse som utgick från dennes lärjungar i Göteborgs stift. Den förste redaktören efter övertagandet var kyrkoherden fil dr Ivar Wallerius. 

### Före och under andra världskriget
Runt tidskriften bildades 1930 det politiska partiet Kyrkliga Folkpartiet.
Före och under andra världskriget var Göteborgs Stifts-Tidning omstridd på grund av redaktörens, kontraktsprost Ivar Rhedins tyskvänlighet och starka antisocialism. Han kommenterade bland annat skotten i Ådalen på följande sätt:
| ” | I en sinnesförvirring som man gärna ville hoppas vara övergående, men dock har anledning att frukta som ett varsel om andra tider, har folk ryckts med att hylla olyckans offer som hjältar och tillbedja det röda vilddjuret. ... Vi blotta också våra huvuden för kapten Mesterton och hans kamrater, som i ett prövande ögonblick icke sveko sin säkert då mycket tunga plikt. Och en av Sveriges i dessa dagar mest hatade och skymfade män bringar vi ett ärligt tack. Det finns ännu svenskar som icke se rött. | „ |

Rhedin stödde Hitlers maktövertagande 1933, och sympatiserade med Tyskland under hela andra världskriget. Efter Kristallnatten uttryckte han dock i sin kolumn Från vår horisont att han var en sörjande tysklandsvän som inte alls kunde applådera och stödja Tysklands agerande, och uppmanade sina läsare till att be och om möjligt hjälpa de utsatta judarna. Hans åsikter om Adolf Hitler och nazismen i Tyskland under andra världskriget har lett forskare att stämpla tidningen som nazistorienterad under krigsperioden. Kort efter Hitlers död skrevs det i tidningen att: "Adolf Hitler var en genialisk tolk. Hans gestalt kommer att bli den symbol i vilken tyska nationens återstående framtidshopp kommer att samlas. Glåporden över hans grav betyda i jämförelse härmed föga eller intet."

### Relation till Svenska kyrkan
I det längsta förenade tidningen ett vaktslående om Svenska kyrkans bekännelse med en strikt statskyrklighet, en linje som övergivits som en följd av utvecklingen av relationerna mellan kyrka och stat sedan 1990-talet. Tidningen har under hela 1900-talet motsatt sig sekulariseringen av skolan och andra institutioner, men förespråkar idag snarast en frihetslinje som vägen framåt för att vända vad man uppfattar som kristendomens minskade inflytande. Till exempel har det tidigare motståndet mot kristna friskolor övergått till en hos många medarbetare direkt positiv inställning.
År 2011 övergick ägandet till Lutherstiftelsen, och därmed står den Missionsprovinsen nära.